# Oliver Golding
Pour les articles homonymes, voir Golding.
Oliver Golding, né le 29 septembre 1993 à Richmond (Londres), est un joueur de tennis britannique. Il a également été acteur dans plusieurs films et séries télévisées.

## Carrière sportive
Il a remporté l'US Open 2011 dans la catégorie junior, ainsi que la médaille d'or en double garçons lors des Jeux olympiques de la jeunesse de 2010 à Singapour.

## Parcours dans les tournois duGrand Chelem

### En simple
| Année | Open d'Australie | Open d'Australie | Internationaux de France | Internationaux de France | Wimbledon       | Wimbledon  | US Open | US Open |
| ----- | ---------------- | ---------------- | ------------------------ | ------------------------ | --------------- | ---------- | ------- | ------- |
| 2012  | —                | —                | —                        | —                        | 1er tour (1/64) | I. Andreev | —       | —       |

N.B. : à droite du résultat se trouve le nom de l'ultime adversaire.

### En double
| Année | Open d'Australie | Open d'Australie | Internationaux de France | Internationaux de France | Wimbledon                 | Wimbledon          | US Open | US Open |
| ----- | ---------------- | ---------------- | ------------------------ | ------------------------ | ------------------------- | ------------------ | ------- | ------- |
| 2012  | —                | —                | —                        | —                        | 1er tour (1/32) L. Broady | S. González C. Kas | —       | —       |

N.B. : le nom du ou de la partenaire se trouve sous le résultat ; le nom des ultimes adversaires se trouve à droite.

## Carrière d'acteur
Oliver Golding a débuté comme acteur à l'âge de 5 ans dans le téléfilm La Dynastie des Carey-Lewis : Le Grand Retour (1998). Il a ensuite joué dans deux films au cinéma : All or Nothing en 2002 et Les Aventures de Greyfriars Bobby en 2005. Il a aussi prêté sa voix dans l'adaptation anglaise du film d'animation danois Le Fil de la vie en 2004. À la télévision, il a également joué ponctuellement dans des épisodes des séries Keen Eddie (en 2003), Black Books (en 2004) et Ash et Scribbs (en 2004).